# Zeqin (sockenhuvudort i Kina, Jiangxi Sheng, lat 25,84, long 116,02)
Zeqin är en sockenhuvudort i Kina. Den ligger i provinsen Jiangxi, i den sydöstra delen av landet, omkring 320 kilometer söder om provinshuvudstaden Nanchang. Antalet invånare är 17 606. Befolkningen består av 8 483 kvinnor och 9 123 män. Barn under 15 år utgör 19,0 %, vuxna 15-64 år 71 %, och äldre över 65 år 8,0 %.
Runt Zeqin är det ganska tätbefolkat, med 120 invånare per kvadratkilometer. Närmaste större samhälle är Yeping, 8,8 km nordost om Zeqin. I omgivningarna runt Zeqin växer i huvudsak blandskog.
Genomsnittlig årsnederbörd är 2 018 millimeter. Den regnigaste månaden är maj, med i genomsnitt 396 mm nederbörd, och den torraste är oktober, med 24 mm nederbörd.